# Conrad Tremblay
Pour les articles homonymes, voir Tremblay.
Conrad Tremblay, né le 18 décembre 1925 aux Éboulements et mort le 24 juillet 2022 à Terrebonne, est un artiste québécois.

## Biographie
Né aux Éboulements dans la région de Charlevoix, Conrad Tremblay fait ses études en typographie à l’École des arts graphiques de Montréal de 1947 à 1950, époque marquée par l’émergence du surréalisme. Comme d’autres élèves d’Albert Dumouchel et d’Arthur Gladu, le jeune Tremblay côtoie les automatistes et le groupe d’Alfred Pellan. Il se lie d’amitié avec Léon Bellefleur, Claude Gauvreau, Roland Giguère et Alfred Pellan.
En 1949, il n’hésite pas à affirmer publiquement sa solidarité aux grévistes de l’amiante à Asbestos : avec trente-sept autres artistes et intellectuels, il signe en effet le manifeste rédigé par Claude Gauvreau en faveur « [des] admirables représentants de la classe ouvrière d’Asbestos qui ont témoigné que l’instinct de conservation n’était pas éteint chez eux, et qui ont donné à tout le Canada une leçon de courage, de loyauté morale, d’intelligence et d’héroïsme ».
Toujours en 1949, Tremblay participe avec Roland Giguère et d’autres amis à la fondation des Éditions Erta. Il illustre deux livres : Le jardin zoologique écrit en mer (1955) recueil du poète et Envols de nuit du surréaliste belge Théodore Koenig.
Exerçant son métier d’ingénieur en typographie à Ottawa et aux États-Unis, il s’éloigne du milieu des arts dans les années 1950. Après l’exposition d’une quinzaine d’œuvres au théâtre La Poudrière à l’île Sainte-Hélène en 1963, l’artiste cesse pratiquement d’exposer jusqu’en 1987 et 1988, années où il présente ses œuvres en solo à quelques reprises.
En 2007, le public est invité à voir une rétrospective des œuvres de l’artiste à la Galerie Saint-Ambroise, à Montréal. En 2010, on présente une exposition solo au Centre Leonardo da Vinci sous le titre : Un automatiste en orbite.
Le Musée national des beaux-arts du Québec possède des livres illustrés, par l'artiste ainsi qu'un photocollage.